# امیل آبدرهالدن
امیل آبدرهالدن (آلمانی: Emil Abderhalden؛ ۹ مارس ۱۸۷۷ – ۵ اوت ۱۹۵۰) یک زیست‌شیمیدان، و سیاست‌مدار اهل سوئیس بود.